# 穴澤利夫
穴澤 利夫（あなざわ としお、1922年〈大正11年〉2月13日 - 1945年〈昭和20年〉4月12日）は、大日本帝国陸軍軍人、特別攻撃隊、振武隊隊員。婚約者は孫田智恵子。穴沢利夫とも記される。

## 生涯

### 幼少・青年時代

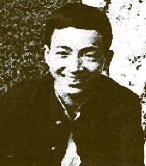
中央大学学生時代の穴澤（19歳時）

1922年2月13日、現在の福島県喜多方市に生まれる。生家は農家であったが、穴澤の祖父が他人の債務の保証人となり財産を失ったこともあって、経済的には恵まれなかった。駒形小学校から喜多方中学校に進学したが、通学に汽車は使えず、毎朝5時に起床して片道2時間かけて徒歩で通学していた。穴澤は子供の頃から読書が好きであり、将来の夢は図書館を設立することであった。読書好きが高じて、喜多方中学校卒業後、大学進学前に1年間文部省図書館講習所に進学している。性格は非常に気さくで子供好きだった。穴澤には甥がいたが、甥の記憶では穴澤はとても優しく、いつも冗談を言って笑わせてくれたという。ときには頭から甥のランドセルをすっぽりとかぶって、面白がって逃げ回る甥を飽きもせずどこまでも追いかけていた。穴澤が図書館を設立しようと考えたのも、自分の子供の頃を振り返って、農村の児童に対し読書が大きな夢を与えてくれるという、子供に対する優しい想いからであった。
後に太平洋戦争が開戦し、日本軍が華々しい快進撃を繰り広げていた1942年（昭和17年）2月に、穴澤は戦争色一色に染められていく子供たちを見ながら以下のような想いを抱いている。
今時の九つや十の子供に、講談本を与へたら楽しく読むだろうか。読んだとしても、その内容に動かされるだろうか？と私は考へて見る。今程、子供達のあらゆる面への関心が、時代に強く影響されている時は、私の知ってゐる過去にはなかった。—利夫
穴澤は、自分が幼少の頃に心躍らせ読書好きにさせた子供向けの数多くの講談本（立川文明堂出版の「猿飛佐助」などの文庫本、白井喬二著「新撰組」「富士に立つ影」、吉川英治著「鳴門秘帖」など）や子供向けの雑誌「少年倶楽部」「日本少年」などを思い返し、書物が子供たちに与える夢がいかに大きいものであったかについて思い返しながら、子供の関心が戦争に集中している昨今の時流を嘆いている。
穴澤は児童図書館設立という夢の他に、祖父が債務の保証人となって苦労したことから、「法律さえ学んでおけば、借金の責めを負わずにすんだのに」という考えもあり、図書館講習所を卒業後、1940年（昭和15年）に中央大学法学部に進学している。しかし、図書館を設立するという夢を胸の中に抱きながら、現実的な選択として法曹界の道を選んだことで常に穴澤は心の中で葛藤していた。
六法にかじりついた染みのような生活を続けねばならぬ悲しさ。真摯な態度で臨めない学問のために自分の内面を作ってくれたものを一つ一つ失って行かねばならぬ淋しさ苦しさ。“自分は何のために生きてゐるのだらう”と言ふ自分一個の意義を求めんと悩みぬいて、結局は国民のすべてに絶対的な存在意義を藉りて来て自分を瞞着させるずるさ。而も最も抽象的な言葉で表現されてゐるそれを・・・・—利夫
実家は経済的に苦しかったため、仕送りも十分ではなく、穴澤は大学に通学しながら東京医科歯科大学の図書館の司書としてアルバイトをして学費を稼いでいた。この頃の中央大学のキャンパスは駿河台にあり、東京医科歯科大学と近かったことから、穴澤にとっては理想的な職場となった。
1941年（昭和16年）7月に、文部省図書館講習所の後輩達が実習に来るようになったが、その中に、孫田智恵子がいた。智恵子の穴澤に対する第一印象は「丸顔で少しまなじりの下がった童顔」「小柄（身長は164㎝）で威圧感は与えない」「好きなタイプの顔立ち」であったが、あくまでも先輩としてみており恋愛感情はなかった。智恵子が実習に来た頃には、穴澤が実習生を仕切るようになっており、指導を受ける機会も多かった。しかし、会話という会話もなく、最低限の業務的な会話を交わした程度で、思い出と言えば、教授がお土産で買ってきたアイスクリームを、穴澤と智恵子を含む5名で図書館庭の芝生で食べて記念撮影したぐらいのものであった。
そして智恵子が実習にきて半年経ったころ、穴澤から突然呼び出しを受けた。智恵子は穴澤から呼び出されるような心当たりはなく、何か実習でミスがあったのではと落ち着かない気持ちで指定された博物館の門に行くと穴澤が待っていた。穴澤は智恵子に一緒に歩きましょうと促し、しばらく一緒に歩くと唐突に「僕と付き合ってください」と告白した。告白された智恵子は「付き合う」という言葉の意味がよく理解できず、つい「お友達としてなら」と答えると、「遅くなったから失礼します」と穴澤を置いてその場を立ち去ってしまった。智恵子は最後まで穴澤が自分のどこを好きになったのかがわからず、終生に渡って「実習の短い間に、一体、私に何を感じてくださったのでしょう」と疑問を持ち続けることとなった。
このように、当初こそ智恵子は戸惑っていたが、読書好きの2人らしく文通での交際で関係を深めていった。2人の交際について穴澤の兄は「都会の女は信用できない。」と猛反対し、両親にも反対されたが、穴澤は構わず智恵子に手紙を送り続けた。穴澤と智恵子の交際が始まったのは1942年（昭和17年）の1月であったが、その前年の1941年12月8日には真珠湾攻撃により太平洋戦争が開戦しており、やがて戦争は2人に暗い影を落としていくこととなる。

### 学徒出陣

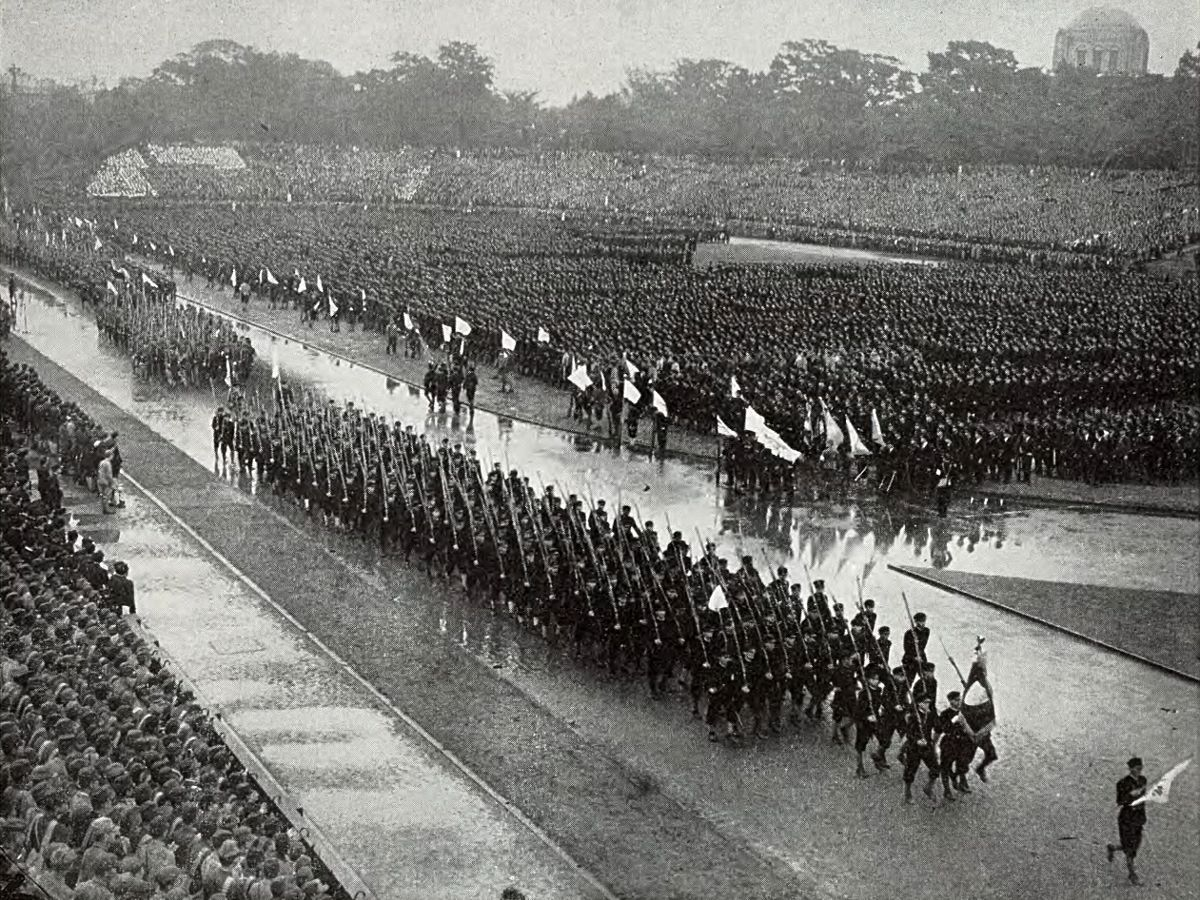
出陣学徒壮行会における分列行進

開戦当初破竹の勢いであった日本軍も、ミッドウェー海戦やガダルカナルの戦いで敗れた後、1943年（昭和18年）に入って連合軍が反抗を開始すると戦況は悪化の一途をたどり、兵力増強の必要に迫られた。特に、戦闘を指揮する下級士官や航空機のパイロットなどの技術職の不足が顕著になっており、東條内閣は、卒業までは徴兵が免除されていた大学生の徴兵猶予を停止して、優秀な大学生でこれを補うこととした。（学徒出陣）また、当時は大学などの高等教育を受けていた国民はごく1部に限られており、庶民からは大学生が徴兵を猶予されるのは不公平だという不満も出ていたので、大学生を徴兵することにより挙国一致を進めようとする意図もあったとされる。これには、同じ想いを抱いていた大学生も多く、学徒出陣で海軍飛行予備学生となった鈴木英男大尉は「自分の命を引き換えに日本が壊滅的な状況になる前に、有利な講和交渉に持ち込めたら」「我々の時代は大学に進学するのはエリートであり、将来的に国のために尽くしてくれると、世間の人たちから大事にしてもらってきた厚意に報いたい」という気持ちで軍に志願している。
穴澤は中央大学で法律の勉強を進めていくうちに「検事になりたい」という目標を抱く様になっていたが、他の多くの学生と同様にその目標を諦めざるを得ず、1943年10月1日に、中央大学を繰り上げで卒業すると、航空兵を志し、志願して 特操1期生として熊谷陸軍飛行学校相模教育隊に入隊した。軍への志願について穴澤は、東條内閣による「教育ニ関スル戦時非常措置方策」が閣議決定される前の8月には既に決心しており、8月のある日に智恵子に打ち明けた。その頃の智恵子は文部省図書館講習所を卒業して就職していたが、女性の愛国団体である「藻塩会」に参加し、戦争中の多くの日本女性と同様に「お国の為に役に立ちたい」として勤労奉仕活動などにも従事していた。そのため、智恵子は穴澤の話を聞くと「陸鷲と言われる陸軍航空隊は軍隊の花形。それになれるとしたらこんなに幸せなことはない」と感じたという。
未だ現実感に乏しかった智恵子に対し、穴澤は軍への志願を打ち明けた時点で死を覚悟していた。穴澤は航空兵に志願した気持ちを智恵子に手紙で書き送っているが、読書家らしく万葉集の大伴旅人の下記の歌でその想いを表していた。
ますらをと思へる我や水茎の水城の上に涙拭はむ—大伴旅人
この歌は大伴が大宰帥として大宰府に赴任したときに、妻・大伴郎女に先立たれたあと懇意になった遊行女婦（うかれめ）・児島と詠み交わした歌であるが、現代語に訳すと「雄々しい男子だと思っている自分が、水茎の水城の上で涙を拭くことをしようか。」となり、涙など流さないと思っていた大伴が、児島との別離の際に「もう二度と会えないのではないか」と感傷的になって、雄々しさの象徴でもある軍事施設水城の上でつい涙してしまったという情景を歌ったものであった。穴澤はこの歌を自分の気持ちとして選んだ理由についても、その手紙で下記のように説明している。
（航空兵に志願して）かつてなかった喜びに言い現すべくもない気持ちでありながら、僕は今、この歌と同じ気持ちを味わっています。でも僕は安心して行くのです。僕が唯一最愛の女性として選んだ人があなたでなかったら、こんなにも安らかな気持ちでゆくことはできないでしょう。—利夫
しかし、穴澤の航空兵への志願には相当の苦悩があったようで、のちに穴澤と智恵子の関係を知っていた親友から「智恵子さんをどうするつもりだ」と詰問された際に「国が俺たちを求めているんだ。今、それに応えずしてどうするんだ！」と当時の若者の価値観らしい反論をしたが、なおも親友が「だからと言って、航空なんて危険なところにいくことはないじゃないか」と問い詰めると、「俺は本当は兵隊なんかになりたくもない」とつい本音を漏らしていた。それでも最後は自分に言い聞かせるように「国家にとって、航空兵が一番必要だからだ」と言い放ち、まだ心中では葛藤していることをうかがわせていた。
穴澤を悩ましていたのは智恵子との恋愛感情だけではなく、青年の自分が採るべき道についても模索し続けていた。
青年の採るべき道は社会によって具体的に示されてはゐない。我々が自力で把握し進まねばならぬ。今こそ古い殻を破って、この輝かしい歴史的時代と共に飛躍し起たねばならぬ。
（中略）
瑞雲より発する光は常に上からのみ降り注ぐ。
その光源へと真直ぐ前進しよう。これからの世界は我等の力で建設するんだと誇を持たう。
新しい世界は我々青年の世界だと宣言しよう。
自分の絶叫する内容を正しいと共鳴して呉れとは言はぬ。それは社会の勝手だ。
だが青年の自分がかく叫んだ動機と気持とを認めて呉れ！！—利夫
熊谷陸軍飛行学校相模教育隊に入隊後、智恵子は穴澤からの手紙が途絶えるものと考えていたが、誕生日にはお祝いの葉書が届いた。智恵子は喜んだが「まったく未来が見えないのに、交際は続いていくのだろうか」と漠然とした不安を拭いきれず、一旦は関係を清算しようと思い立ち、これまで穴澤からもらった手紙の殆どを焼却してしまった。これには、戦況の悪化で、連合軍爆撃機による日本本土への空襲の危機が高まる中で、可燃物をなるべく処分しなければいけないという考えもあったが、その後に穴澤からの手紙が途絶えると、智恵子は手紙を処分したことを強く後悔し、軍に入隊前に穴澤からもらっていた日記だけは絶対に手放さないと心に決めて、毎日のように読み返していたという。
その後、穴澤は休暇の際に何度か東京の智恵子の家を訪ねている。互いに所要などで長時間一緒にいることはできなかったが、年が明けた1944年（昭和19年）1月末にも、親戚を訪ねる途中に智恵子の家に立ち寄っている。智恵子は穴澤が来るのを心待ちにしており、このときは2月13日の穴澤の誕生日プレゼントとして銀座の伊東屋で買っていた犬のマスコットを渡している。穴澤は戌年生まれであったので、お守りの意味も込めてのプレゼントであった。そして同年3月に穴澤は相模教育隊での訓練を終えて卒業することになったが、卒業前に急遽与えられた休暇でも、実家に帰る前に智恵子の家に立ち寄っている。智恵子は卒業前には必ず会いに来てくれると待ち焦がれていたので、穴澤の来訪に喜んだが、母親が交際に反対していたため、一緒にいるということができず、智恵子の弟と一緒に食事をすることになった穴澤へ配膳をすることしか許されなかった。弟は軍人を志していたのと穴澤の人柄もあって、すっかりと穴澤に懐きなかなか傍を離れなかった。穴澤はそのまま一泊したが、翌朝も智恵子が許されたのは朝食の世話だけで、汽車に乗るため上野駅に向かう穴澤を見送りすることもできなかった。穴澤は「言いたいことは多くあるが、何も言わずに行く。ただ、この後もしっかりやってくれ」とだけ言い残すと智恵子の家を後にした。智恵子は玄関で穴澤を見送った後、残念な気持ちを抱きながら何気なく周りを見回すと、火鉢のなかに煙草の吸殻が残されていた。軍に入隊前は穴澤に喫煙の習慣はなかったが、これが穴澤の吸殻だと確信した智恵子は、寄木細工の小箱に大事にしまった。そしてこの吸殻が数少ない穴澤の遺品の一つとなってしまった。この来訪で母親も穴澤の人間性を認めて、この後は交際に反対することはなくなった。

### 特別攻撃隊員への志願と婚約

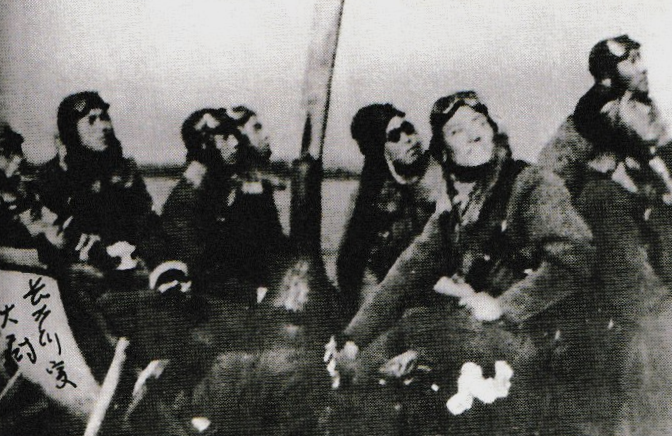
三重の亀山飛行場で訓練する第20振武隊、向かって左手前が隊長の長谷川実中尉、4人目が穴澤

相模教育隊を卒業した穴澤は、台湾の第44部隊に配属され高雄基地に着任したが、わずか4か月後には日本本土の関西地区の防空のため編成された第11飛行師団飛行第246戦隊に転属となった。穴澤が日本に帰ってきた頃には、連合軍がマリアナ諸島に侵攻し、サイパンの戦いで日本軍は敗北していた。既に九州には中国大陸の基地から出撃したB-29が繰り返し来襲していたが、サイパンの失陥で日本全土がB-29の攻撃圏内に入ってしまった。その直後の1944年7月7日に、大本営が陸軍航空本部や陸軍航空技術研究所などの陸軍航空関係者首脳を招集し、緊急会議を開催したが。その会議では「わが海軍航空兵力の主力は、すでに全滅し、さらにサイパン島を失陥した現在、敵の海上兵力を撃滅するには、もはや尋常一様の攻撃手段では、とうてい成功する道はなくなった。」「いまや体当たり攻撃により、1機をもって1艦を撃沈する、特別攻撃を採用するほかないのであります」などとの意見が出され、航空機で敵艦船への体当たり攻撃を行う特別攻撃隊編成について協議された。
会議後の1944年7月11日には、「捨て身戦法に依る艦船攻撃の考案」として対艦船特攻の6つの方法を提案され、その6つの方法のなかで5番目にあげられた「1噸爆弾を胴体下に装備し、上甲板又は舷側に激突するか、水中爆発を期する方法。この方法は弱艦船を撃沈でき、強艦船に対してもかなりの効果が期待できる」という提案が即刻対応可能ということになり、陸軍の破甲爆弾では貫通力不足であるため、海軍から800kg通常爆弾の支給を受けて、「九九式双発軽爆撃機」に同爆弾を1発装備して特攻機とすることとした。同時に四式重爆撃機「飛龍」にも800kg爆弾2発を搭載して特攻機にすることが決定した。7月中旬からは「九九式双発軽爆撃機」と四式重爆「飛龍」の特攻機への改修が秘かに進められたが、後に「九九式双発軽爆撃機」で編成された特攻隊は「万朶隊」、四式重爆「飛龍」の部隊は「富嶽隊」と名付けられ、1944年10月から始まったレイテ島の戦いに投入された。
「万朶隊」と「富嶽隊」が出撃した後も、明野教導飛行師団で一式戦闘機「隼」などの小型機を乗機とする特攻隊が編成され、「八紘隊」と名付けられると次々に激戦が続くフィリピンに送られていった。穴澤が所属していた飛行第246戦隊からも特攻隊員が選抜されて、フィリピンで次々と戦死していた。しかし穴澤は残置隊として日本本土に残り激しい訓練に明け暮れて、関西にいる間は筆まめであった穴澤から智恵子への手紙が途絶えがちになっていた。智恵子は穴澤からの手紙が減っていたことと、新聞等で大々的に報道されていた特攻隊の記事を見て「こんなことをしなければ、日本は勝つことができないんだろうか？」という疑問と、この特攻隊に穴澤が選抜されはしないかという漠然な不安を抱いていた。しかし穴澤は、智恵子の心配とは裏腹に、戦友が次々と特攻で散華していくのを見て、時期は不明ながら特攻を志願している。開戦3年目となった1944年12月8日、大正飛行場で長谷川実中尉を隊長とする特攻機隊「第3特別振武隊」（のちに第20振武隊に改名）が編成され、穴澤を含む12名の隊員が配属となった。機体は陸軍の主力戦闘機である一式戦闘機「隼」の最新型であった三型が配備された。
穴澤は特攻について下記のように分析していた。
特攻攻撃は決死ではなく必死なのだ。それは攻撃すなわち死であり、死ななければ攻撃ならず、いかに確率が少なかろうと、反復攻撃で生還の可能性が残されているものとは根本的に差異があった。—利夫
このように冷静に分析したうえで、自分の特攻への志願は「私の特攻隊への志願も、時の流れの中に自然の成り行きであった。」としている。
穴澤が特攻を志願していたことを知る由もない智恵子は日増しに不安が募り、1944年12月13日に単身で大阪まで穴澤に会いに行くことにした。しかし、12月7日に昭和東南海地震が発生しており、東京から大阪直通の東海道線は不通となっていた。それでも智恵子は諦めず、中央線で名古屋まで行くと、そこで乗り換えて大阪に向かった。これまでの穴澤と智恵子の手紙では直接的な表現ではないものの、互いに結婚を意識したやり取りがされており、智恵子は「長いこと真を尽くしてもらったのに、私は何も応えていない」「彼が願うことであれば、何でもしてあげたい」と自分からプロポーズをしようと考えていた。
大阪の大正飛行場に到着した智恵子は、しばらく待たされたあとで穴澤と面会できた。智恵子は訓練で日焼けしていた穴澤の精悍な風貌に惚れ惚れしながらも、肝心なことをなかなか言い出せずとりとめのない話ばかりしていた。それを穏やかな表情で聞いていた穴澤は智恵子の想いを察すると、智恵子が首に巻いていたマフラーを借りて、自分の首に巻くと、その上から航空兵用のスカーフを重ねて巻いた。これは、智恵子のプロポーズに対する穴澤なりの承諾の返事であった。そして、このマフラーはそのままプレゼントされ、穴澤はこのプレゼントを非常に喜んで、四六時中マフラーを身に着けて戦友たちから冷やかされていたが、やがてこのマフラーを巻いて特攻出撃することになる。さらに智恵子は穴澤が特攻隊に志願しているか探るための質問をしたが、穴澤ははぐらかすばかりであったので、智恵子は穴澤が特攻に志願したことを確信し、プロポーズが受け入れられた喜びもなく、まるで黒くて大きな塊がお腹の中に落とし込まれたような絶望的な気持ちで大正飛行場を後にした。
その後、穴澤ら第3特別振武隊は訓練の為に大阪から三重県亀山飛行場に移動した。穴澤の異動を知った智恵子は意を決すると、2月12日に穴澤に会いに亀山に向かった。2人の間では結婚の合意はしていたものの、互いの両親が反対しておりなかなか話が進まないことの焦りもあったが、何よりも穴澤に会いたいと思ったからであった。戦時中でもあり、派手な服装もできず女性はみんなモンペ姿であったが、智恵子は絹絣のモンペに紅葉模様のモスリンの羽織といった、できうる限りのお洒落をして夜行電車に飛び乗った。女性一人での夜通しの鉄道旅行となったが、無事に亀山に到着すると穴澤は優しく迎えてくれた。第3特別振武隊隊長の長谷川は部下想いの隊長であり、二人を結び付けるためわざわざ旅館を手配すると、穴澤に外泊の許可を出している。穴澤と智恵子がその旅館に行くと、大広間には1つの布団しか敷いてなかった。しかし、智恵子は連日の訓練で疲労していた穴澤を一人で横にさせると、横に座って夜通し子守唄を歌ってあげた。翌朝に智恵子は穴澤に対して「あなたが死んだら、私はあなたのお墓を一生護っていきたいわ。そして、私も死んだら、あなたのところに埋めてもらう」と話し、穴澤は智恵子をじっと見つけながら深く頷いた。
こうして結婚を誓った二人であったが、穴澤は3月8日、特別に休暇を貰い、故郷の福島で両親に「私は、特攻隊としてこの戦争で死にます。けれど、死ぬ前にどうしても智恵子さんと一緒になりたかった。」と説得。両親も穴澤の説得に応じてくれた。翌日9日には、智恵子の家を訪ねた。智恵子の両親も、穴澤の説得に応じてくれ、喜んだ穴澤は、目黒区にある親戚の家に泊まった。翌3月10日未明の東京大空襲により、穴澤は慌てて家を飛び出し、智恵子が無事か確認しに行った。すると、目黒の大鳥神社で穴澤と智恵子は遭遇。お互いに生き延びたことを喜んだ。しかし、穴澤は間もなく飛行場に戻ることとなり、2人で国電に乗ったものの、息苦しかったため池袋駅で降りることになった。ここで2人は別れを告げた。

### 出撃

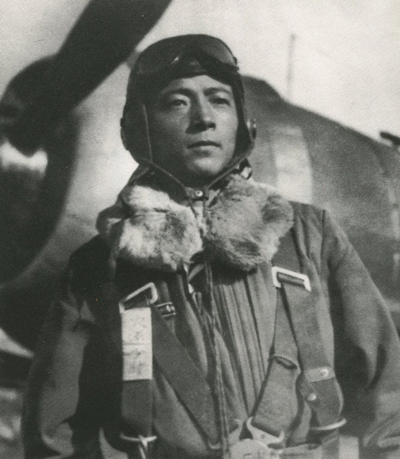
特攻出撃直前となる1945年の穴澤（23歳時）

1945年（昭和20年）に入るとフィリピンの戦いは日本軍の敗北に終わり、大本営は連合軍が日本本土近郊に侵攻してくるものと考えて、それを撃滅するための「天号作戦」を立案した。大本営の想定通りに連合軍は日本本土に近づいてきており、1945年2月には硫黄島の戦いにより硫黄島を奪取すると、3月18日には連合軍機動部隊が日本本土を多数の艦載機で空襲、それを日本軍が迎え撃って九州沖航空戦が始まった。穴澤ら第3特別振武隊は、3月16日に九州大分の大分海軍航空隊に進出すると最後の艦船攻撃の訓練を行っていたが、23日に連合軍の艦載機が大分海軍航空隊を襲撃してきたので、 山口県防府市の防府飛行場に移動し、そこでも徳山湾内の海軍艦艇を目標として急降下による艦船攻撃の猛訓練を行い、隊員全員が必死絶殺求敵必沈の境地に達していた。
穴澤らが猛訓練の最中の3月23日に、沖縄本島に延べ355機の連合軍艦載機による空襲があり、その他先島諸島・大東島地区・奄美地区にも艦載機の空襲があった。その後、日本軍の索敵機が、同日午前10時30分に沖縄本島南東90kmに連合軍機動部隊を発見、さらに夕刻沖縄本島東方100kmに連合軍大艦隊を発見している。大本営は航空戦力の総力を挙げて沖縄に来襲した連合軍艦隊を叩くべく「天号作戦」に基づく「菊水作戦」を発動、穴澤ら第3特別振武隊は、第6航空軍の指揮下に入って第20振武隊に改称し、25日に九州宮崎の都城東・西飛行場に進出、さらに27日には鹿児島の知覧飛行場に進出した。この頃に、確実な死を覚悟した穴澤は残して行く智恵子のことが気がかりとなり、以下のような遺書を叔父に向けて書いている。
折がありましたら利夫の真情を改めて（智恵子）にお伝へ下さい。そして、あの人があったが為に純情一路に生き抜けたことを嬉しく思ひ乍ら征ける幸福者であることも。
最後に強く伝へて頂きたいことは、
自己の意志一つで生きていくこと。
如何なることでも自己を幸福にする道と信ずる場合は恐れずに進むこと。
要すれば、過去の利夫をきれいに忘れ去るべきこと。
賢明なる女性は良き妻となり良き母となるのを最上の道と利夫は考へ居ること。
将来のためには過去の一切を忘れ得るのが真に強き者であること。
以上呉々もおねがひいたします。—利夫
穴澤がお願いをした叔父は、東京の目黒に在住し、穴澤と智恵子の婚約に尽力した人物であったが、穴澤はその叔父に死にゆく自分を忘れて幸せになるようにと智恵子に伝えてほしいとお願いしたのであった。さらに穴澤は同じことを出撃直前に智恵子に残した遺書にも書いている。（詳細は#遺書参照）穴澤が本心を遺書に遺すことができたのは、手紙については軍事郵便で出せば軍の検閲があったが、一般の郵便局から郵送すれば検問されることがなく、多くの兵士は一般の郵便局から手紙などを郵送していたからであった。
この後、第20振武隊は最前線となる徳之島まで前進したが、12機の一式戦闘機「隼」のうち穴澤を含む5機が整備不良で飛行できず、ここで第20振武隊は分裂してしまうことになった。さらに徳之島に向かった7機のうち重政正男伍長機がはぐれて行方不明となり、寺沢幾一郎軍曹機が徳之島飛行場に着陸時に滑走路に空いていた弾痕に突っ込んで損傷してしまい稼働機は5機にまで減ってしまった。
沖縄沖合に出現した連合軍は3月26日に慶良間諸島に上陸、その後の4月1日に沖縄本島にも上陸し沖縄戦が始まると、隊長の長谷川以下5機の一式戦闘機「隼」が沖縄沖合の連合軍艦艇を叩くため徳之島から出撃、しかし、敵艦隊を発見できず長谷川以下4機は引き返したが、山本秋彦少尉機のみが慶良間諸島で敵艦隊を発見し、連合軍輸送船に突入してこれを撃沈したものと報告された。4月2日にも続けて第20振武隊に出撃命令が出たが、残された4機のうちで熊谷吉彦少尉機と小嶋五郎伍長機が接触事故を起こして出撃できず、隊長の長谷川機と山本英四少尉機のわずか2機の「隼」が出撃して未帰還となった。徳之島に残された熊谷と小嶋は、この後に空襲で「隼」を撃破されてしまい出撃することが出来ず、喜界島に移動した後、6月に入ってから間もなく、第22振武隊大貫健一郎少尉ら何らかの理由で生き延びていた特攻隊員たちと陸軍の重爆撃機で日本本土に帰還し、陸軍特攻隊員生還者の収容施設「振武寮」に収容されて終戦を迎えることとなった。
徳之島の第20振武隊が壊滅した頃、知覧に残された第20振武隊は、穴澤、吉田市少尉、伊藤忠雄少尉、大平誠志少尉、瀧村昭夫少尉の5名となっていた。30日には機体が整備できた穴澤、吉田、伊藤、瀧村の4名は徳之島に向けて発進したが、途中で悪天候に遭遇して穴澤は他の3機とはぐれてしまった。穴澤はどうにか知覧に戻ってこれたが、他の3機はそのまま行方不明となってしまった。行方不明となった3機のうち、瀧村と吉田は奄美大島に不時着を試みたが、吉田は不時着に失敗して戦死した。不時着に成功した瀧村は吉田の遺骨を抱いて民間の漁船で徳之島まで送ってもらい、そこで熊谷らと合流すると同じように「振武寮」に収容されて戦後まで生き延びている。また伊藤も宝島に不時着し、6月にようやく日本本土に帰ってこれたがそのまま終戦を迎えた。
これで第20振武隊は穴澤と機体不良で発進できなかった大平のわずか2名となったが、4月に入って徳之島で着陸時に機体が損傷した寺沢が、長谷川の命令で知覧に帰ってきたため3名となった。取り残された穴澤らは特攻出撃を繰り返したが、4回出撃していずれも敵艦隊を発見できずに引き返している。隊長以下多くの同僚が戦死したなかで、残された穴澤は「あくまでも武運に恵まれざる我よ」と焦りを感じる一方で、死を前にした苦しい心の内を日記に書き残している。
春雨が降るからとて、何もセンチになる必要はないじゃないか。今更センチになるお前でもあるまい。明日、明後日の命じゃないか。愚かなもの思いはよせ。心の隅でいくらこのような声が聞こえても、やっぱり俺は感傷の子さ。しっとりと雨に濡れる若葉の道を一人歩いてみれば、本然の性格が心の中で頭をもたげてくる。忘れてしまうには、あまりにも惜しい思い出の多くが俺の性格のかげから一つ一つ覗き出る。過去のない男、世の中にそんな男があれば春雨も降りはしまい。若葉も南国の春を伝へまい。—利夫
しかし、穴澤の心の中には常に智恵子の存在があり、九州に進出してからも、日記には度々智恵子の名前が登場している。4月8日の日記には、智恵子と交わした手紙を思い返した以下のような記述が残されていた。
かつて智恵子が「歌を詠みながら戦ひをする日本人は何と幸福なことでせう」と書き送ってあったことをふっと思ひ出した。陣中にある将兵が歌を詠み、或ひは楽の音を楽しむ静かな反面をもつ人間は、確かに人間として豊かな人になるに違ひない。—利夫

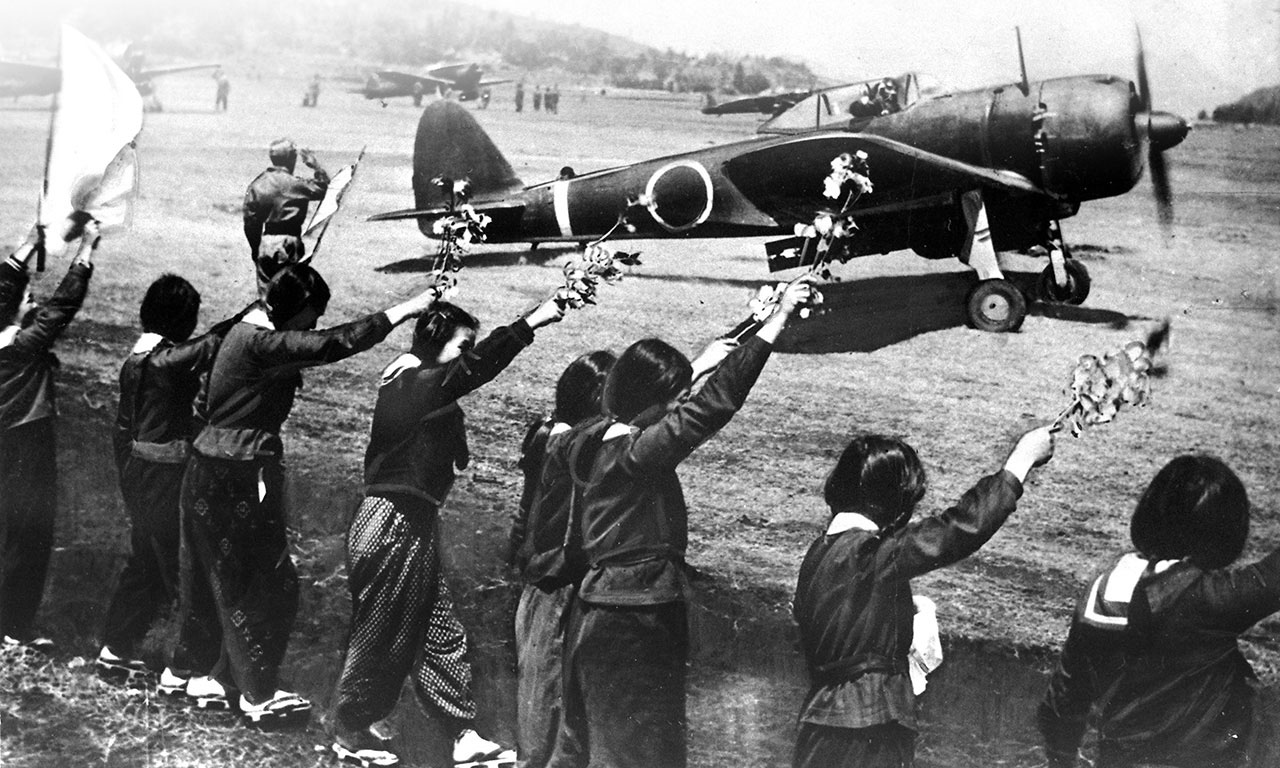
知覧町立高等女学校の女学生に見送られながら出撃する穴澤

こうして悲壮感を漂わせていた穴澤であったが、元来の明るさを失ってはなかった。この当時に知覧基地には知覧町立高等女学校の女学生が勤労奉仕として特攻隊員の身の回りの世話をしていたが、第20振武隊の担当は前田笙子であった。ただ前田は同時に第69振武隊（隊長池田亨少尉）の担当もしており、兵舎が離れた位置にあり、また出撃と帰還を繰り返していた第20振武隊には行きづらかったという。しかし、穴澤は構わず自分で前田のところに来ると、靴下3足の繕いを頼んでいる。また前田が洗濯場で洗濯をしているとそこに穴澤が現れて「どうして、おれたちの兵舎には来てくれないの？洗濯物だってあるんだよ」と話しかけられ、第20振武隊の兵舎に連れていかれた。そこには、大平と寺沢も待っていたが、実際には洗濯物はなく、穴澤らは女学生と話をしたかっただけであった。しばらく4名は話し込んでいたが、そのとき前田は裸足であったので、それを穴澤が茶化すと、前田は恥ずかしくなって兵舎を飛び出してしまった。
このように、出撃前の特攻隊員にとって知覧町立高等女学校の女学生との触れあいは、かけがえのないものであり、女学生が作業をしていると、｢美人がいるという噂だから｣｢歌がうまい生徒がいると聞いて｣などと言って特攻隊員がグループで女学生らを見物に来ることもあったり、家族への遺書を託したり、自分の夢や本心を打ち明けたりする隊員もいた。女学生も、次第に情に絆されるようになり、女学生の一人が特攻隊員にぜひ一緒に特攻機に乗せていってほしいと懇願し、あまりの熱意にほだされたその特攻隊員が女学生を特攻機に乗せようとして問題となったこともあったという。女学生たちは、沖縄戦に従軍した沖縄県立女子師範学校と沖縄県立第一高等女学校の女学生による女子学徒隊が「ひめゆり学徒隊」と呼ばれているのを知ると、自分たちを学校の校章に因んで「なでしこ部隊」と呼ぶようになった。
大本営は連合軍に大打撃を与えた「菊水一号作戦」（陸軍呼称名は第一次航空総攻撃）に続く、大規模特攻攻撃「菊水二号作戦」（第二次航空総攻撃）を4月9日に発令したが、天候悪化により決行は先延ばしとなっていた。降り続いていた雨は4月10日の午前中にはあがり、海軍第五航空艦隊と陸軍第6航空軍が協議し「菊水二号作戦」（第二次航空総攻撃）は4月12日に開始されることに決定した。穴澤ら第20振武隊にも12日の出撃が命じられたが、出撃までの数日間は思い思いに過ごすことができ、10日の夜には近くの村落に訪れた劇団の慰問公演を観劇し、出撃前日の11日の夜には整備隊も交えて宴会が開かれ、穴澤らは末期の酒を痛飲した。
すっかりと晴れ渡った4月12日、5回目の出撃となった穴澤は「隼」に智恵子からプロポーズされたときに貰ったマフラーを首に巻いて乗り込むと、12：00になって大平、寺沢と3機で知覧特攻基地の滑走路を進んで行った。滑走路脇では、知覧町立高等女学校の女学生達が桜の枝を手にもって見送っていた。これは、女学生たちが出撃する特攻隊員により強く気持ちを伝えようと考えて、操縦席を桜の小枝で飾るようにし、出撃の際には桜の小枝を持って見送りするようにしていたからであった。やがて穴澤機が滑走路の発進点まで達すると、先日兵舎で話し込んだ女学生の前田が穴澤に気が付いて声をかけた。穴澤も前田に気が付くと前田の方を向いて微笑みかけている。穴澤は出撃前に智恵子に向けて書いた遺書に「今後は明るく朗(ほが)らかに。自分も負けずに，朗(ほが)らかに笑って征(ゆ)く。」と書いていたが、智恵子への約束通り笑顔での出撃となった。律儀な穴澤は、前田に微笑み返した後も、一生懸命に桜の小枝を振る女学生や、日章旗の小旗を振って見送っている国防婦人会の女性に何度も敬礼をしながら滑走路を滑走して行った。このときの写真が残されているが、穴澤の首元は不自然に膨らんでおり、智恵子がプロポーズしたときと同じように、マフラーの上からスカーフを巻いていたものと智恵子は考えて「最後まで本当に誠実な人だった」と感極まっている。第20振武隊は12：10に知覧を飛び立つと、沖縄に向けて飛行して行ったが、特攻機を見送った女学生は、全員が泣いていた。

### 戦死

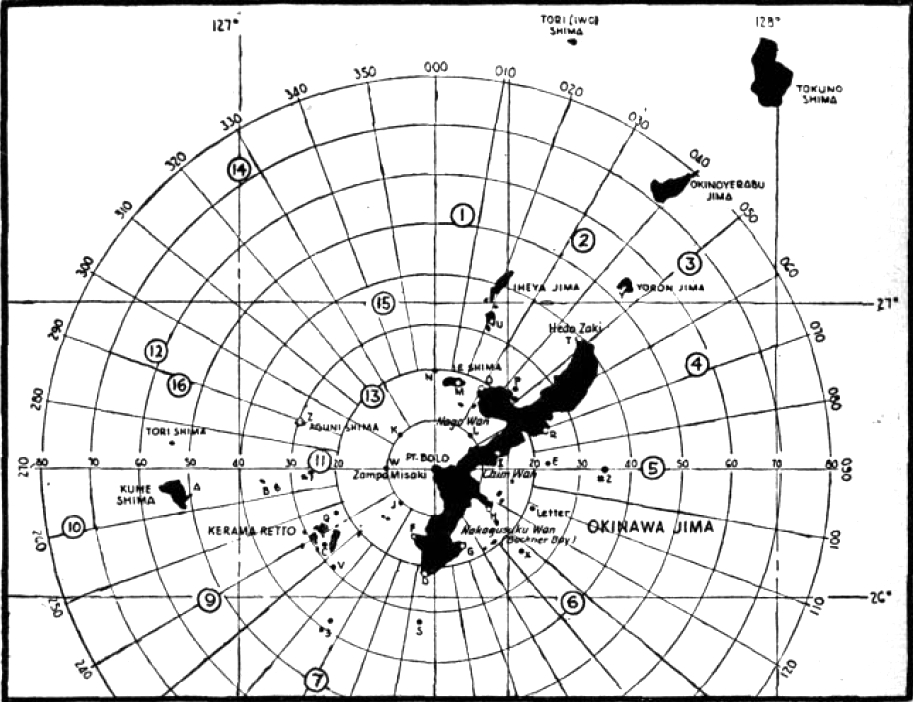
沖縄本島残波岬（米軍呼称BOLO）を起点とした連合軍レーダーピケットライン

連合軍海軍はこれまで特攻に痛撃を浴びせられてきたこともあり、沖縄侵攻に際しては従来から展開してきたレーダーピケットラインを強化しており、専門部隊として第51.5任務部隊（司令官フレデリック・ムースブラッガー代将）を編成した。同任務部隊は駆逐艦103隻を主力とする206隻の艦艇と36,422人の水兵で編成されている大規模なものであり、このなかで19隻の駆逐艦がレーダーピケット艦任務のために対空レーダーと通信機器が強化されて、専門の戦闘指揮・管制チームが配置された。各特別艦の戦闘指揮・管制チームは、上陸支援艦隊第51任務部隊司令官リッチモンド・K・ターナー中将が座乗する揚陸指揮艦エルドラドに設けられた戦闘指揮所（CIC）と連携し、第51任務部隊の護衛空母群や第58任務部隊の正規空母・軽空母群の艦載機及び陸軍や海兵隊の地上機による戦闘空中哨戒（CAP）の管制・指揮を行った。
第51.5任務部隊は、沖縄本島の残波岬（米軍呼称BOLO）を中心点とし、沖縄本島を取り囲むように16ブロックの海域に分けて、各ブロックに配置された。さらに各ブロックは、中心点より70 - 100km離れた遠距離ブロックと、15 - 50kmの近距離ブロックに分けられた。そのブロックに、駆逐艦数隻と駆逐艦より多数の補助艦艇で編成されたピケットチームが配置されたが、各艦は警戒網に穴が出来ないように、ブロック海域内に円状に展開していた。このピケットラインに守られている空母を中心とした第58任務部隊や戦艦を中心とする第54任務部隊などの主力艦隊や輸送艦隊周囲にも多数のピケット艦を配置した。ピケット艦が特攻機の接近を探知すると、その情報を旗艦の空母に連絡して艦隊の警戒を強化、やがて空母の充実したレーダーが特攻機を探知すると、設置された戦闘指揮所（CIC）で対空戦闘の指揮をとる戦闘機指揮管制士官（FDO）が、艦隊に所属する迎撃戦闘機を最適位置に迎撃に向かわせた。FDOは太平洋戦争開戦時から各空母に配属されていたが、それまでの戦訓からより権限が強化されて、指揮系統を一元化して効果的な対空戦闘の指揮ができるように、艦隊旗艦のFDOが艦隊全体の迎撃戦闘機の指揮権限を有することとなっている。
連合軍は捕虜とした日本軍搭乗員から、11日に菊水一号作戦と同等の航空戦力で攻撃が開始されるという情報を得ており、第58任務部隊司令官マーク・ミッチャー中将は、空母に搭載された艦載爆撃機の誘爆を防止するため航空燃料を抜き取り、艦載戦闘機は地上への攻撃任務を取りやめ特攻機迎撃のために待機させ、日本軍の攻撃に備えていた。しかし、「菊水一号作戦」で多くの駆逐艦を失っていた連合軍は、レーダーピケットステーションが弱体化しており、対策は十分とは言えない状況であった。

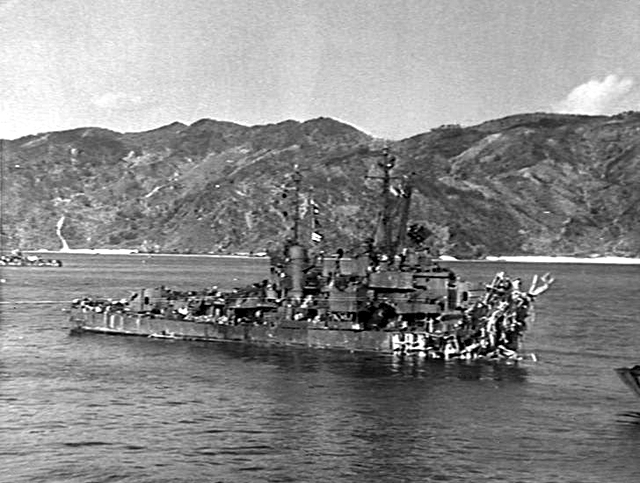
穴澤が戦死した1945年4月12日に特攻により船首を失う大損害を被った駆逐艦「リンゼイ」

この日には穴澤ら第20振武隊の他にも、知覧基地から多数の陸軍特別攻撃隊（と号部隊）が出撃したが、その合計は52機にもなった。日本海軍の神風特別攻撃隊も、特攻機「桜花」を含む多数の特攻機が出撃した。穴澤ら陸海軍の特攻機の混成部隊は、まずピケットラインのもっとも外周にあったレーダーピケットステーション1の2隻の駆逐艦と駆逐艦を支援する上陸支援艇（LCS）3隻と接触し、この後レーダーピケット艦と特攻機の間で激戦が繰り広げられた。アメリカ軍の記録によれば、レーダーピケットステーション1の駆逐艦「カッシン・ヤング」と「パーディ」に次々と特攻機が襲い掛かり、両艦は激しい対空砲火を特攻機に浴びせて相当数を撃墜したが、対空砲火をくぐり抜けた海軍の「九九式艦上爆撃機」1機が「カッシン・ヤング」に命中、「パーディ」には撃墜した「九九式艦上爆撃機」が搭載していた爆弾が海面でバウンドして、まるで反跳爆撃のように命中し、両艦とも損傷して多くの死傷者を出した。さらに損傷していた「カッシン・ヤング」に「隼」1機が迫ってきたが、対空砲火によってあと1,000ヤードの地点で撃墜された。この激戦で、レーダーピケットステーション1の5隻の艦船のうち4隻に特攻機が命中し、上陸支援艇「LCS-33」が沈没するなど多大な損害を被った。
陸海軍混成の多数の特攻機隊は、駆逐艦2隻、上陸支援艇3隻、中型揚陸艦2隻が守るレーダーピケットステーション2にも襲い掛かったが、その中にも「隼」が含まれていた。護衛空母「ペトロフ・ベイ」から出撃したVC-93（第93混成飛行隊）のＦ4Ｆワイルドキャットの2個編隊が駆逐艦にレーダー管制されて特攻機を迎え撃ったが、編隊指揮官Ｒ・Ｅ・フレデリック大尉は高度3,000フィートで、並んで飛行する「隼」と「九九式艦上爆撃機」を発見した。フレデリックはまず「九九式艦上爆撃機」を撃墜すると、「隼」の後方に取りついたが、「隼」は想像以上に速かったうえ、たくみにフレデリックの銃撃をかわし続けた。それでも数回目の攻撃で「隼」に命中弾を与え、炎上した「隼」は制御不能となって海上に墜落した。
他にも駆逐艦1隻、上陸支援艇2隻が配置されたレーダーピケットステーション12の上空援護をしていた、空母「ベローウッド」から出撃したＦ6Ｆヘルキャット12機が「九九式艦上爆撃機」4機と「隼」1機を撃墜している。一部の特攻機はレーダーピケットステーションを突破して連合軍の主力艦隊を攻撃した。第54任務部隊旗艦戦艦「テネシー」にも特攻機は襲い掛かり、「九九式艦上爆撃機」1機が艦隊司令官モートン・デヨ少将がいた艦橋の目の前まで迫ったが、そこで撃墜されてデヨは九死に一生を得ている。しかし他の「九九式艦上爆撃機」1機がボフォース 40mm機関砲の砲座に命中、砲座にいた連合軍水兵全員を殺害した後、搭載していた爆弾は上甲板を貫通して艦内部で炸裂し大火災を引き起こした。この攻撃で「テネシー」の連合軍水兵199人が死傷している。また、レーダーピケットステーション14では、土肥三郎中尉搭乗の「桜花」が駆逐艦「マナート・L・エベール」の艦体中央部に命中し、艦体が真っ二つになって轟沈している。戦死を免れたデヨは、自分たちを苦しめた穴澤ら特攻隊員を以下の様に評した。
彼らはミサイルの生きている部品であり、そのミサイルと彼ら自身とはほんの僅かばかりの生存の可能性もなく、仮借ない鋼鉄を破壊するために突進することになる。したがって、特攻機はすべて目標に達しないうちに、命中弾を与えて操舵不能にしなければならない。さもないと、それに対して、我々が支払いを余儀なくされる代価は、ただパイロット1人と飛行機1機の価格の何倍にも達することになるだろう。—アメリカ海軍第54任務部隊司令官モートン・デヨ少将
この日のアメリカ軍の戦闘記録には、コードネーム「Val（ヴァル）」こと海軍の「九九式艦上爆撃機」の登場頻度が高いが、これは同じ固定脚であり機影も似ている陸軍の襲撃機「九九式襲撃機」や、同じく固定脚の戦闘機「九七式戦闘機」と誤認した可能性が大きい。
「隼」は第20振武隊の3機の他に、第43振武隊3機（大野宗明少尉、岸誠一少尉、前田敬少尉）の合計6機が出撃しているのに対して、上記の通り、アメリカ軍の記録に登場するのは3機に限られ、残りの3機がどうなったかは不明であるが、1機も帰還することはなく、穴澤も戦死と判定され、二階級特進して大尉となった。
この日は穴澤ら第20振武隊員を含めて195名もの特攻隊員と桜花の母機となった一式陸上攻撃機の搭乗員が還らなかったが、連合軍が受けた損害も大きく、2隻が撃沈され、戦艦2隻を含む16隻が損傷し、連合軍兵士731人が死傷した。撃沈されたうちの1隻は、レーダーピケットステーション１に配置されていた上陸支援艇「LCS-33」であったが、海に投げ出された連合軍水兵を救助していた「LCS-115」は連合軍水兵に交じって海中にいた日本軍特攻隊員を見つけた。その特攻隊員は拳銃で自決しようとしたが、「LCS-115」の水兵の説得で自決を諦めると、拳銃を投げ捨てて両手を頭のうえに挙げて降伏した。その特攻隊員は「LCS-115」に引き揚げられたが、敵艦を撃沈したうえに奇跡的な生還を遂げて緊張感が緩んだのか饒舌に語り掛けてきたので、多くの戦友を失って気が立っていた連合軍水兵がスパナで殴り倒して黙らせてしまった。この奇跡的に生き残った特攻隊員がこの後どうなったかは不明である。

### 死後

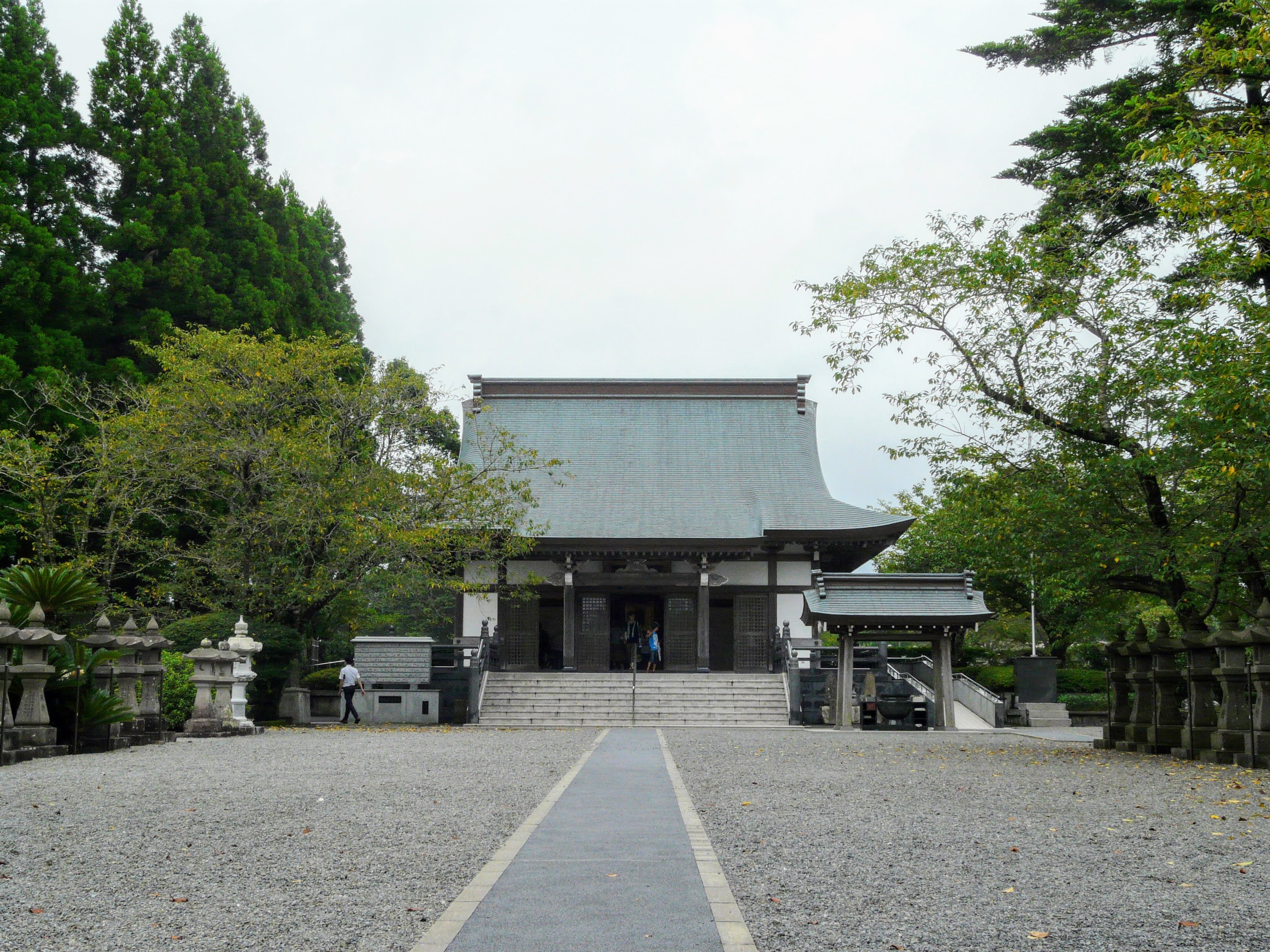
知覧飛行場跡に建立された特攻平和観音堂

3月29日に徳之島に向けて飛行中に行方不明となっていた重政は、その後に無事に帰還しているが、詳細は不明ながら穴澤らとは別行動をとっており、穴澤らが戦死した後の4月14日には、山口市嘉年村に「隼」で飛来し、機体不良により不時着している。その後、村民が総出でわずか3日間で応急の滑走路を造営し、18日になって重政は感謝しながら知覧に還って行ったという。5月4日に重政はたった1人で第20振武隊としての最期の出撃を行い戦死した。まだ4名の第20振武隊の隊員が生き延びており、知覧に帰還できることを願っていたが、その願いも空しく5月27日付けで、連合艦隊司令長官名でこれまでの戦死者の布告が行われ、第20振武隊は解散となった。
この時点で第6航空軍は4名の生存者と不時着時に戦死した吉田の状況を把握していなかった模様で、合計5名が布告から漏れている。
智恵子は、この布告が出る前の4月16日には穴澤からの遺書を郵送で受け取っており、戦死については把握していた。智恵子は、この遺書を読んだ時、胸が締め付けられそうになったという。穴澤が戦死した後も特攻は続けられて、穴澤を含む陸海軍の約1,900機の特攻機と3,067人の特攻隊員が還らなかったが、アメリカ海軍が沖縄戦で特攻により受けた損害も甚大なものとなり、公式記録上でのアメリカ海軍の損害は、艦船沈没36隻、損傷368隻、艦上での戦死者は4,907名、負傷者4,824名と大きなものとなったが、その大部分は特攻による損害で、アメリカ海軍史上単一の作戦で受けた損害としては最悪のものとなっている。
しかし、特攻が戦局に寄与することはなく、穴澤が戦死した4か月後の8月15日に日本の終戦を迎えた。智恵子は戦争が終わったことを素直に喜ぶ一方で「利夫さん、あなたは一体、何の為に死んだの？」と虚無感に襲われた。戦後になって、智恵子は数多く来た見合い話を断りながら穴澤との思い出に浸っていたが、戦後10年経った頃にようやくある程度の気持ちの整理がついて結婚し伊達姓となっている。結婚してからも夫に許しを得て穴澤の墓参りは欠かさなかった。夫に先立たれると、智恵子は知覧町立高等女学校の奉仕隊（知覧高女なでしこ会）永崎笙子（旧姓：前田）からの薦めもあって、穴澤との思い出を追って、知覧にも足しげく通うようになり、特攻関係者とも交流を持ち、マスコミの取材も受けるようになった。
1976年（昭和51年）には、智恵子は第20振武隊の生還者の小嶋と瀧村と一緒に、1955年（昭和30年）に知覧飛行場跡に建立された｢特攻平和観音堂｣で毎年開催されていた｢知覧特攻基地戦没者慰霊祭｣に参列した。その後に3人は「特攻の母」と呼ばれた鳥濱トメが経営し、戦中は特攻隊員の憩いの場となっていた「富屋旅館」に宿泊し、翌日には病気療養中であった第20振武隊生還者の熊谷を見舞っている。
穴澤が智恵子に宛てた遺書は、数多くの特攻隊員の遺書のなかでも、特に美しくも哀しい文体と内容として広く知られるようになった。｢特攻平和観音堂｣の傍に1987年（昭和62年）に開館した「知覧特攻平和会館」で展示されるようになり、同館のデジタルアーカイブでも見ることができる。

## 穴澤を題材としたドラマや映画等
- 『千の風になって ドラマスペシャル』演︰山根和馬
- 『MOTHER マザー～特攻の母 鳥濱トメ物語～』演︰山添陽平
- 『世界の何だコレ!?ミステリー』2025年（令和7年）4月23日放送の2時間スペシャルで穴澤と智恵子のエピソードが紹介された[118]。

モチーフにした作品、ないし類似作品
- 『英霊たちの応援歌 最後の早慶戦』： 本田耕一（演：本田博太郎）と蓮見葉子（演：竹下景子）との関係性が、穴澤と伊達との関係と酷似している。
- 『流れる雲よ』： 演劇集団アトリエッジが上演する「特攻隊ミュージカル」、穴澤をモデルとした赤沢利夫少尉（演：山川源太）が登場する[119]。

## 穴澤利夫を題材とした著作
- 『祖国よ! 特攻に散った穴沢少尉の恋』著︰ 福島泰樹
- 『知覧からの手紙』著︰ 水口文乃
- 『ラブレター』著：瀬尾公治